# Shilese Jones
Shilese Jones (Seattle, 26 de juliol de 2002) és una gimnasta artística estatunidenca. Va ser membre dels equips que van guanyar l'or als Campionat del Món de 2022 i 2023 i al Campionat Panamericà de 2018. Individualment, és la medallista de plata mundial al concurs individual i barres asimètriques del campionat del món de 2022 i medallista de bronze i barres asimètriques al campionat de 2023.

## Primers anys de vida
Jones va néixer a Seattle, Washington filla de pares Sylvester Jones i Latrice Bryant. Té dues germanes les quals també feien gimnastica

## Carrera de gimnàstica

### Júnior

#### 2014–15
Jones es va classificar per a l'elit júnior el 2014. Va fer el seu debut d'elit a l'American Classic on va acabar 29ena en la classificació general però quarta a salt. Més tard va competir al U.S. Classic on es va situar catorzena en la prova general, setena a salt, novena a l'exercici de terra i vint-i-tercera en barres asimètriques i barra d'equilibri. Al Campionat Nacional de 2014, Jones es va situar vintena en la classificació general.
El juliol de 2015, Jones va competir al U.S. Classic on va acabar sisena en la prova general, a salt i a l'exercici de terra. El mes següent va competir al Campionat Nacional de 2015 on va quedar desena en la prova general, novena en salt, catorzena en barres asimètriques i exercici de terra i desena en barra d'equilibri.

#### 2016–17
Jones va competir al Clàssic dels Estats Units de 2016 al juliol, on va acabar dinovena en la prova general i setena a salt. A l'agost va competir al Campionat Nacional de 2016 on va acabar setena en la classificació general, però va guanyar el bronze a salt darrere de Chae Campbell i Madeleine Johnston i a l'exercici de terra darrere de Maile O'Keefe i Riley McCusker.
Jones va competir al Clàssic dels Estats Units del 2017 on va quedar setena en la classificació general. Estava classificada per competir al Campionat Nacional de 2017, però es va haver de retirar a causa d'una lesió.

### Sènior

#### 2018
Jones es va convertir en sènior el 2018. Va competir al Clàssic Americà on es va col·locar primera en la prova general, a salt i a l'exercici de terra, es va col·locar quarta en barres asimètriques i dotzena en barra d'equilibri. Més tard, a l'estiu, va competir al Clàssic dels Estats Units del 2018, on es va situar quarta en la classificació general per darrere de Simone Biles, Riley McCusker i Morgan Hurd, sisena en barres asimètriques, onzena en barra d'equilibri i cinquena a terra.
Al Campionat Nacional, Jones va acabar cinquena en el conjunt, per darrere de Biles, Hurd, McCusker i Grace McCallum, sisena en barres asimètriques, desena en barra d'equilibri i setena a terra. Com a resultat de la seva actuació va ser incorporada per primera vegada a la selecció sènior. L'endemà, Jones va ser nomenada a l'equip per competir al Campionat Panamericans a Lima, Perú al costat de McCallum, Trinity Thomas, Jade Carey i Kara Eaker. A la competició per equips, Jones va ajudar els Estats Units a guanyar l'or.
A l'octubre Jones va participar al camp de selecció d'equips del món. Durant la competició, es va situar vuitena en la prova general, segona al salt per darrere de Biles, cinquena a barres asimètriques, novena a barra d'equilibri i vuitena a l'exercici de terra. L'endemà no va ser nomenada a l'equip per competir al Campionat del Món de 2018.

#### 2019
Al febrer Jones va ser nomenada a l'equip per competir al Trofeu Ciutat de Jesolo 2019 al costat de Sunisa Lee, Emma Malabuyo i Gabby Perea. Allà va aportar puntuacions a salt, barra d'equilibri i terra que van ajudar a l'equip a guanyar l'or.
Al juny, després de la conclusió del Clàssic Americà, Jones va ser nomenada com un de les vuit gimastes considerades perquè l'equip competís als Jocs Panamericans de 2019 juntament amb Sloane Blakely, Kara Eaker, Aleah Finnegan, Morgan Hurd, Sunisa Lee, Riley McCusker i Leanne Wong.
Al U.S. Classic del 2019, Jones va quedar novena en la classificació general. També va quedar tercera al salt per darrere de Jade Carey i Aleah Finnegan, onzena en barres asimètriques, catorzena a la barra d'equilibri i desena a l'exercici de terra. Després de la competició va ser nomenada com a suplent per als Jocs Panamericans.
Al Campionat Nacional dels Estats Units, Jones va ocupar el dotzè lloc en la classificació general. També va acabar cinquena a salt, catorzena a barres asimètriques, onzena a barra d'equilibri i novena a l'exercici de terra. No va conservar el seu lloc a la selecció, però es va anunciar que, tot i que cap gimnasta formava l'equip, ella i Faith Torrez havien rebut invitacions per al camp de selecció mundial. Més tard es va retirar del campament a causa d'una lesió.

#### 2020
Al març Jones va ser seleccionada per competir al Trofeu Ciutat de Jesolo al costat de Sophia Butler, Leanne Wong i Kara Eaker. Com a resultat, va ser reincorporada a la selecció nacional. Tanmateix, els EUA van decidir no enviar cap equip a Jesolo a causa de la pandèmia de la COVID-19 a Itàlia. A l'octubre es va anunciar que Jones competiria en una competició amistosa al Japó que tindrà lloc al novembre. Va competir al costat de Butler i Emjae Frazier i contra gimnastes de Rússia, Japó i Xina.

#### 2021

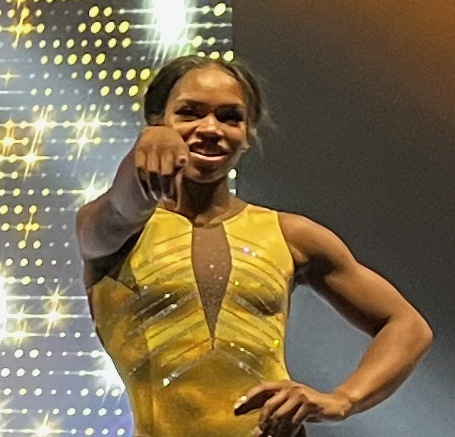
Shilese Jones a la gira Gold Over America Tour el 2021.

Al febrer, Jones va competir a la Copa d'Hivern 2021. Va acabar segona en l'exercici complet per darrere de Jordan Chiles. També va acabar tercera a les barres darrere de Sunisa Lee i Riley McCusker, i va empatar al tercer lloc a terra amb Lilly Lippeatt. Al maig, Jones va competir al clàssic dels EUA, on només va competir en salt, barres asimètriques i barra d'equilibri. Va registrar la tercera puntuació de salt més alta darrere de Simone Biles i Chiles i va acabar 24è i 23è en els altres dos aparells.
A l'agost es va anunciar que Jones s'uniria a la gira Gold Over America Tour de Biles.

#### 2022
Jones va competir al Trofeu Ciutat de Jesolo 2022 juntament amb eMjae Frazier, Konnor McClain, Zoe Miller i Elle Mueller. Van guanyar l'esdeveniment per equips amb una puntuació de 164.065. Jones es va situar quarta en la classificació general darrere de McClain, Asia D'Amato i Martina Maggio. Durant les finals d'aparells, Jones va guanyar la plata a les barres asimètriques i el bronze a la barra d'equilibri. A l'agost Jones va competir als Campionat Nacional. Va acabar segona en la general per darrere de McClain. Va guanyar el títol a les barres asimètriques juntament amb Leanne Wong i va guanyar el títol nacional a l'exercici de terra.
Al setembre Jones va competir a la Paris World Challenge Cup; només va competir en barres asimètriques, barra d'equilibri i exercici de terra. Es va classificar per a les tres finals de l'aparells. Va guanyar l'or a les asimètriques per davant de la brasilera Rebeca Andrade, la plata a l'exercici de terra darrere de la seva companya d'equip Jordan Chiles, i va quedar cinquena a la barra d'equilibri.
A l'octubre Jones va ser seleccionada per competir al Campionat del Món de 2022 al costat de Skye Blakely, Jade Carey, Jordan Chiles i Leanne Wong. Durant la ronda de classificació, Jones va ajudar els EUA a classificar-se per a la final per equips en primer lloc. Individualment es va classificar per a les finals de barres asimètriques i de l'exercici complet. A més, va ser la primera reserva per a la final de barra d'equilibri. Durant la final per equips, Jones va aportar puntuacions en salt, barres asimètriques i exercici de terra, ajudant als EUA a guanyar la seva sisena medalla d'or consecutiva per equips. A la final de l'exercici complet, Jones va competir amb rutines sòlides en els quatre aparells, guanyant la medalla de plata darrere de la brasilera Rebeca Andrade. El primer dia de la final d'aparells Jones va guanyar la plata amb barres asimètriques darrere de la vigent campiona del món Wei Xiaoyuan.

### 2023
Al setembre Jones va ser seleccionat per representar els Estats Units als Campionat del món de 2023 juntament amb Simone Biles, Skye Blakely, Joscelyn Roberson, Leanne Wong i Kayla DiCello. Durant la ronda de classificació, va ajudar els EUA a classificar-se per a la final per equips en primer lloc i individualment es va classificar per a les finals de l'exercici complet, barres asimètriques, barra d'equilibri i exercici de terra. Durant la final per equips va competir en els quatre aparells i va ajudar els EUA a guanyar el seu setè títol consecutiu per equips. Durant la final de l'exercici complet individual Jones va actuar netament en els quatre aparells i va guanyar la medalla de bronze darrere de Biles i Rebeca Andrade del Brasil. El primer dia de finals d'aparells, Jones va guanyar el bronze en barres asimètriques darrere de Qiu Qiyuan de la Xina i Kaylia Nemour d'Algèria. L'últim dia de competició, Jones va acabar setena a la barra d'equilibri i cinquena a l'exercici de terra.

### 2024
Jones va començar la temporada competint a l'U.S. Classic on va quedar segona en la classificació general darrere de Simone Biles. A més, va guanyar l'or a les barres asimètriques, la plata a l'exercici de terra darrere de Biles i empatada amb Kaliya Lincoln, i va quedar quarta a la barra d'equilibri. Es va retirar del Campionat Nacional per recuperar-se d'una lesió a l'espatlla. Va sol·licitar poder competir a les properes proves olímpiques dels Estats Units; la seva petició va ser acceptada. El primer dia de competició a les proves olímpiques, mentre s'escalfava al salt, Jones es va lesionar el genoll i només va competir a les barres asimètriques. Va obtenir 14.675, que va ser la puntuació més alta del dia a l'aparell. L'endemà, Jones va rebre una avaluació mèdica que va concloure que no podria competir el segon dia de la competició, posant fi així la seva candidatura per formar part de l'equip olímpic.

## Historial competitiu
| Any    | Esdeveniment                 | Equip  | AA     | VT     | UB     | BB     | FX     |
| Júnior | Júnior                       | Júnior | Júnior | Júnior | Júnior | Júnior | Júnior |
| ------ | ---------------------------- | ------ | ------ | ------ | ------ | ------ | ------ |
| 2014   | American Classic             |        | 29     | 4      | 24     | 32     | 27     |
| 2014   | U.S. Classic                 |        | 14     | 7      | 23     | 23     | 9      |
| 2014   | Campionat Nacional           |        | 20     | 12     | 20     | 33     | 14     |
| 2015   | U.S. Classic                 |        | 6      | 6      | 14     | 19     | 6      |
| 2015   | Campionat Nacional           |        | 10     | 9      | 14     | 10     | 14     |
| 2016   | U.S. Classic                 |        | 19     | 7      | 17     | 38     | 18     |
| 2016   | Campionat Nacional           |        | 7      | 3      | 14     | 20     | 3      |
| 2017   | U.S. Classic                 |        | 7      | 7      | 18     | 16     | 4      |
| Sènior |                              |        |        |        |        |        |        |
| 2018   | American Classic             |        | 1      | 1      | 4      | 12     | 1      |
| 2018   | U.S. Classic                 |        | 4      |        | 6      | 11     | 5      |
| 2018   | Campionat Nacional           |        | 5      |        | 6      | 10     | 7      |
| 2018   | Campionat Pan Americà        | 1      |        |        |        |        |        |
| 2018   | Worlds Team Selection Camp   |        | 8      | 2      | 5      | 9      | 8      |
| 2019   | Trofeu Ciutat de Jesolo      | 1      |        |        |        |        |        |
| 2019   | U.S. Classic                 |        | 9      | 3      | 11     | 14     | 10     |
| 2019   | Campionat Nacional           |        | 12     | 5      | 14     | 11     | 9      |
| 2020   | Friendship & Solidarity Meet | 1      |        |        |        |        |        |
| 2021   | Winter Cup                   |        | 2      | 4      | 3      | 13     | 3      |
| 2021   | U.S. Classic                 |        |        |        | 24     | 23     |        |
| 2021   | Campionat Nacional           |        | 12     |        | 5      | 24     | 18     |
| 2021   | Olympic Trials               |        | 10     |        | 14     | 10     | 10     |
| 2022   | Trofeu Ciutat de Jesolo      | 1      | 4      |        | 2      | 3      |        |
| 2022   | U.S. Classic                 |        | 2      |        | 1      | 11     | 2      |
| 2022   | Campionat Nacional           |        | 2      |        | 1      | 11     | 1      |
| 2022   | Paris Challenge Cup          |        |        |        | 1      | 5      | 2      |
| 2022   | Campionat del Món            | 1      | 2      |        | 2      | R1     |        |
| 2023   | Campionat Nacional           |        | 2      |        | 1      | 4      | 3      |
| 2023   | Campionat del Món            | 1      | 3      |        | 3      |        |        |
| 2024   | U.S. Classic                 |        | 2      |        | 1      | 4      | 2      |
| 2024   | Campionat Nacional           |        | Rt     |        |        |        |        |
| 2024   | Olympics Trials              |        | Rt     |        |        |        |        |